# Frederick Law Olmsted National Historic Site
Als Frederick Law Olmsted National Historic Site ist das ehemalige Wohnhaus von Frederick Law Olmsted, das er Fairsted nannte und zugleich für sein Unternehmen als Firmensitz nutzte, im National Register of Historic Places eingetragen. Es befindet sich in Brookline im Bundesstaat Massachusetts der Vereinigten Staaten und besitzt seit dem 12. Oktober 1979 den Status einer National Historic Site. Olmsted gilt als Begründer der amerikanischen Landschaftsarchitektur und besitzt daher eine hohe Bedeutung für die garten- und landschaftsbauliche Entwicklungsgeschichte der Vereinigten Staaten.

## Historische Bedeutung
Olmsted erwarb 1883 das bereits 1810 im Federal Style errichtete und bis dahin als Joshua Clark House bekannte Gebäude, um in der Nachbarschaft seines Kooperationspartners Henry Hobson Richardson wohnen und arbeiten zu können. Mit dem Wachstum seines Unternehmens wurde das Haus signifikant umgebaut und erweitert, um Platz für Archive und neue Büroräume zu schaffen. Zeitweise mussten dennoch aktuell nicht benötigte Zeichnungen an einen anderen, rund 1 km entfernt gelegenen Ort ausgelagert werden. 1911 wurde die letzte Erweiterungsmaßnahme abgeschlossen.
Das Haus war bis 1936 im Besitz der Familie, als Frederick Law Olmsted, Jr. nach Elkton in Maryland zog und Fairsted vermietete; die Olmsted Brothers unterhielten dort aber weiterhin ihre Büros. 1979 erwarb der National Park Service das Gebäude samt Grundstück und restaurierte beide so, dass sie wieder das Aussehen der 1930er Jahre erhielten. Das Haus ist heute als Museum der Öffentlichkeit zugänglich und enthält geschätzte 1 Million Originalzeichnungen zu den Arbeiten des Unternehmens, zu denen unter anderem die Grundstücke des Washingtoner Kapitols und des Weißen Hauses sowie der Great-Smoky-Mountains-Nationalpark, der Acadia-Nationalpark, der New Yorker Central Park und die Parkanlagen ganzer Städte wie Boston und Montreal zählen.